# Бенгт Єнссон
Бенгт Єнссон (*1390-ті роки — †1450-ті роки) — шведський державний діяч, регент Швеції з Кальмарської Унії, з січня до червня 1448 року, разом зі своїм братом, Еріком Аксельсоном. Член таємної ради Швеції з 1435 року і Лорд-суддя Уппланду в 1439 році. Названий лицарем Хрістофером Баварським, після його коронації в 1441 році, і Власником Королівського двору з того ж самого року.